# Padroado
Il Padroado (in italiano: "patronato") fu un complesso di privilegi accordato dalla Santa Sede al re di Portogallo a partire dal XV secolo. I principali privilegi furono sanciti da due bolle di papa Leone X: la Dum fidei constantiam del 4 giugno 1514 e la Emmanueli Regi Portugalliae illustri del 12 giugno dello stesso anno. Una situazione simile si ebbe anche per i re di Spagna, a cui nel 1493 papa Alessandro VI concesse gli stessi privilegi che in quel momento godevano i sovrani portoghesi.
Il patronato portoghese era però particolarmente esteso anche su territori che politicamente non erano sotto il loro controllo, come la Cina, il Giappone e l'intera India, anche per via dei privilegi concessi all'Ordine di Cristo ai tempi di Enrico il Navigatore con bolle dei papi Nicolò V e Callisto III, rispettivamente nel 1454 e nel 1456, che stabilivano la perpetua giurisdizione ecclesiastica portoghese sui territori extraeuropei ovunque l'ordine avesse stabilito delle missioni.
La Santa Sede delegò ai sovrani l'amministrazione della Chiesa locale. I sovrani ordinarono la costruzione di chiese e nominarono sacerdoti e vescovi. Così, la struttura del regno del Portogallo ebbe dimensioni religiose e politiche a un tempo. Con tale trattato, molte delle tipiche attività della Chiesa divennero funzioni di potenti uomini politici. L'Inquisizione fungeva più nel determinare una politica secolare che la propria genuina funzione religiosa. Il Padroado venne modificato nel corso del tempo, ma le sue ultime vestigia non furono soppresse fino al Concilio Vaticano II. Per esempio, fino a questo concilio, era il capo di Stato portoghese che conferiva la berretta cardinalizia al patriarca di Lisbona.
Nel XVII secolo si ebbe un periodo di crisi del Padroado in seguito alla rottura dei rapporti diplomatici tra Portogallo e Santa Sede, che si protrarrà anche dopo la Restaurazione del 1640.
Anche il pontificato di papa Gregorio XVI coincise con un momento di crisi del Padroado, culminato con il breve Multa praeclare del 24 aprile 1838, che privava di una reale giurisdizione le diocesi indiane soggette al Padroado, il quale passava ai vicariati apostolici sotto il controllo della Santa Sede. La situazione portò alla soppressione di fatto delle tre diocesi di Cochin, di Cranganore e di São Tomé di Meliapore; le diocesi furono ristabilite solo il 1º settembre 1886 con la bolla Humanae salutis di papa Leone XIII.